# Castillo Killymoon
El castillo Killymoon (inglés: Killymoon Castle) es un castillo en Irlanda del Norte. Se encuentra en la orilla norte del río Ballinderry, 1,6 km al sudeste de la ciudad de Cookstown, en el condado de Tyrone.
El castillo original, edificado en 1671, fue destruido por el fuego en 1801. Fue reconstruido a mayor escala en 1803, sobre la base de un diseño de John Nash. Tiene una estructura asimétrica, torres redondas y cuadradas e interiores decorados en estilo gótico victoriano.
En el parque que lo rodea se ha construido un campo de golf de 18 hoyos.